# Campeonato Paraense de Futebol de 1964
O Campeonato Paraense de Futebol de 1964 foi a 52.ª edição da principal divisão do futebol do Pará. Organizada pela Federação Paraense de Desportos, a competição contou com a participação de oito clubes. O Remo sagrou-se campeão, conquistando seu 21º título estadual, enquanto a Tuna Luso ficou com o vice-campeonato. Chaminha, do Remo, e Roger, do Júlio César, foram os maiores goleadores do certame, com 12 gols marcados.[carece de fontes?]
Com a conquista do título paraense, o Remo também conseguiu o direito de participar do Grupo Norte da Taça Brasil de 1965.

## Participantes
| Equipe             | Cidade     | Títulos (mais recente) | Part. |
| ------------------ | ---------- | ---------------------- | ----- |
| Beneficente Avante | Salvaterra | 0 (não possui)         | 5     |
| Combatentes        | Belém      | 0 (não possui)         | 14    |
| Júlio César        | Belém      | 0 (não possui)         | 18    |
| Liberato de Castro | Belém      | 0 (não possui)         | 5     |
| Paysandu           | Belém      | 22 (1963)              | 48    |
| Remo               | Belém      | 20 (1960)              | 48    |
| Tuna Luso          | Belém      | 7 (1958)               | 30    |

## Premiação
| Campeonato Paraense de 1964 |
| Belém                       |
| --------------------------- |
| Remo Campeão (21º título)   |